# Thiobutabarbital
Le thiobutabarbital (Inactin, Brevinarcon) est un dérivé de barbiturique (thiobarbiturique) à action courte découvert dans les années 1950. Il a des propriétés sédatives, antiépileptiques et hypnotiques, et est toujours utilisé dans la médecine vétérinaire, pour l'anesthésie chirurgicale.

## Stéréochimie
Le thiobutabarbital contient un stéréocentre et se compose donc de deux énantiomères. Pratiquement c'est le racémique, c'est-à-dire le mélange 1:1 des formes (R) et (S) qui est utilisé :
| Énantiomères de thiobutabarbital | Énantiomères de thiobutabarbital |
| -------------------------------- | -------------------------------- |
|                                  |                                  |